# ای بیک
ای بیک، روستایی از توابع بخش کله گان شهرستان گلشن در استان سیستان و بلوچستان ایران است.

## جمعیت
بر پایه سرشماری عمومی نفوس و مسکن در سال ۱۳۹۵، جمعیت این روستا برابر با ۶۸۴ نفر (۱۸۵ خانوار) بوده‌است.